# 棒柱杜鹃
棒柱杜鹃（学名：Rhododendron crassimedium）为杜鹃花科杜鹃花属下的一个种。

## 扩展阅读
- 維基物種上的相關：棒柱杜鹃